# 제임스 블런트
제임스 힐리어 블런트 (James Hillier Blount, 1974년 2월 22일 ~)는 영국의 음악가이자 싱어송라이터로 제임스 블런트 (James Blunt)라는 예명으로 더 잘 알려져 있다. 과거 영국 육군 근위 기병대의 제 1 기병 연대 라이프 가드(Life Guards) 소속 영국 육군 예비역 대위 출신으로, 코소보 전쟁에 참전하기도 하였다.
전 세계적으로 그는 2000만장의 음반 판매고를 올렸으며, 그의 데뷔 음반인 Back To Bedlam은 2005년에만 236만장의 판매고를 올리며 기네스북에 '영국에서 가장 빨리 팔린 데뷔 음반'으로 등재되었으며, 2000년대 영국에서 가장 많이 팔린 음반들 중 하나이다.
국내에서는 GM대우의 중형 승용차인 토스카의 광고에 배경 음악으로 "You're Beautiful"이 사용되면서 유명해졌으며, 2008년 4월 26일에 서울특별시 올림픽공원 올림픽홀에서 첫 번째 내한 공연을 가지기도 했다.

## 발자취

### 어린 시절과 군 복무 시절
제임스 블런트는 영국 잉글랜드 윌트셔주 티드워스의 군 병원에서 제인 A.F. 블런트(Jane A.F. Blount)와 찰스 블런트(Charles Blunt) 사이에서 태어났다. 그는 군인인 아버지의 근무지를 따라 어린 시절을 영국, 시프루스, 독일에서 보냈다.
그는 에밀리(Emily)와 데이지(Daisy)라는 두 명의 여동생이 있다. 그의 집안은 10세기부터 이어져 내려온 뼈대깊은 군인 가문
으로써 그의 회상에 따르면 집에서 음악을 들을 수 있는 것은 아버지의 차에 달린 CD플레이어가 유일했으며 그나마도 팝 CD는 3장 밖에 없었다고 한다. 14세에 뮤지션이 되기로 결심하였다. 아버지는 영국 공군에서 헬리콥터 파일럿으로 근무하였고 본인은 군장학금으로 버크셔주에 위치한 엘스트리 스쿨과 런던 북동부에 위치한 명문 해로우고등학교(Harrow School) 등 두 곳의 사립학교에서 교육을 받았다. 해로우고등학교를 졸업한 후에는 브리스틀 대학교의 항공우주공학과에 역시 군 장학생으로 입학하였으나 후에 사회학으로 전공을 바꿔 1996년에 졸업하였다. 군 장학생으로 대학교육을 받았기 때문에 졸업 후 군에서 4년간 복무하는 것이 의무였다. 그래서 곧 샌드허스트 군사학교에 입교하여 기본장교 훈련을 거쳐 소위로 임관된 후 왕실 근위대 소속 호위연대로 배정을 받아 대위로 전역하였다. 첫 임무는 캐나다, 앨버타에 위치한 서필드 영국군 훈련 부대에서 6개월간 군사훈련시 적군으로 활동하는 것이었다. 1999년에는 코소보 전쟁에서 나토 평화 유지군 소속의 수색장교로 활동하여 마케도니아와 유고슬라비아 국경지대 최선선에서 세르비아군을 포착하여 나토군의 공습을 돕는 임무를 맡았다. 이때 코소보에서의 참혹한 경험을 그의 노래 "No Bravery"에 담기도 하였다.

### Back To Bedlam: 2003년 ~ 2006년
2002년 군에서 전역한 후 클럽을 전전하며 활동하던 중, 그의 재능을 알아 본 린다 페리가 자신의 레이블인 커스터드 레코드로 영입하여 2004년 그의 데뷔 앨범 Back To Bedlam을 발매한다. 최고의 신인으로 부상한 제임스 블런트의 노래 "You're Beautiful"은 영국의 버진 라디오 방송사에서 7천명을 상대로 조사한 설문 조사에서 영국인이 사랑하는 팝송 10위에 올랐고, 영국 뮤지션의 노래로서는 엘튼 존의 "Candle in the Wind (1997년 버전)" 이후 9년 만에 미국의 빌보드 핫 100 1위에 오르는 성과를 거두었다.

### All The Lost Souls: 2007년 ~ 2008년
2008년 4월 26일, 월드 투어의 일환으로 대한민국을 방문해 첫 내한 공연을 가졌다.

### Some Kind Of Trouble: 2010년 ~ 2013년
2010년 세 번째 정규 음반이 발매되었다. 첫 번째 싱글은 "Stay The Night"이다.

### Moon Landing: 2013년 ~ 현재
제임스 블런트는 네 번째 음반 작업을 끝났다고 밝혔다. 새로운 음반의 이름은 Moon Landing이며, 이메일을 통해 팬들에게 음반 작업 완료를 알렸다. 현재 유튜브에 음반 트레일러가 공개되었고, 2013년 10월 발매 예정이다. 첫 번째 정규 음반 Back To Bedlam의 프로듀서 Tom Rothrock이 프로듀싱을 맡았다.
2013년 8월, 첫 번째 싱글 "Bonfire Heart"가 발매되었다.
또한 휘트니 휴스턴 추모곡 "Miss America"의 언플러그드 버전과 "Satelites"의 가사 비디오도 유튜브에 공개되었다.

## 음반 목록
- Back To Bedlam (2004)
- All The Lost Souls (2007)
- Some Kind Of Trouble (2010)
- Moon Landing (2013)

## 영화
- 제임스 블런트 - 코소보로의 귀환 (2007)

## 수상 및 후보 목록

### 수상
2005년
- MTV 유럽 뮤직 어워드 – 최고의 신인
- Q 어워드 – 최우수 신인
- 디지털 뮤직 어워드 – 최고의 팝

2006년
- NRJ 뮤직 어워드 (프랑스) – 최고의 인터내셔널 신인
- 브릿 어워드 – 최고의 팝 및 최고의 남성 아티스트
- ECHO 어워드 (독일) – 최고의 인터내셔널 신인
- NME 어워드 – 최고의 음반
- MTV 호주 비디오 뮤직 어워드 – 올해의 노래 "You're Beautiful"
- Ivor Novello Award – Most Performed Work and International Hit of the Year
- MTV 비디오 뮤직 어워드 – Best Male Video and Best Cinematography
- 월드 뮤직 어워드 – 최고의 인터내셔널 신인 및 최대 판매 영국 아티스트
- 틴 초이스 어워드 – 초이스 남성 음악 아티스트

2008년
- ECHO 어워드 (독일) – 최고의 인터내셔널 남성 아트스트

2010년
- 버진 미디어 뮤직 어워드(Virgin Media Music Awards) – 가장 핫한 남성

2011년
- Regenbogen Awards (독일) – 최고의 인터내셔널 남성 아티스트
- Elele Magazine Teen Idol of Turkey 2011 (터키) - 2011년 터키의 틴 아이돌

### 후보
2006년
- 브릿 어워드 – 영국 음반, 영국 싱글, 영국 노래에 대한 진보 (총 3개 부문)
- Premios 40 Principales - Mejor Artista Revelación Internacional

2007년
- 제 49회 그래미 어워드
  - 올해의 레코드
  - 올해의 노래
  - 올해의 신인
  - 올해의 남자 팝 보컬
  - 올해의 팝 보컬 음반

## 제임스 블런트 밴드[16]
- 제임스 블런트(James Blunt) - 리드 보컬, 기타, 피아노
- 폴 비어드(Paul Beard) - 피아노, 키보드, 백 보컬 (2004년 ~ 현재)
- 벤 캐슬(Ben Castle) - 리드 기타, 백 보컬) (2005년 ~ 현재)
- 말콤 무어(Malcolm Moore) - 베이스 기타, 백 보컬 (2004년 ~ 2007년, 2010년 ~ 현재)
- 칼 브라질(Karl Brazil) - 드럼, 백 보컬 (2004년 ~ 현재)
- 존 개리슨(John Garrison) - 베이스, 백 보컬 (2007년 ~ 현재)

### 이전 구성원
- 폴 프리먼(Paul Freeman) - 리드 기타, 백 보컬 (2004년 ~ 2005년)
- 데이지 블런트(Daisy Blount) - 백 보컬 (2004년)

## 사생활
패리스 힐튼, 린제이 로한, 리즈 위더스푼 등 할리우드 톱스타들과 염문설에 휩싸이기도 했다.

2013 NRJ 뮤직 어워드에서 아내와 함께한 제임스 블런트

2014년 9월 19일 소피아 웰즐리(Sofia Wellesley)와 결혼하였다.